# Thierry Westermeyer
Thierry Westermeyer est un compositeur français.

## Biographie
Après une formation classique, Thierry Westermeyer rentre à l'Académie de musique de Lyon dans laquelle il étudie piano et accordéon avant de s'orienter, à dix-sept ans, vers la musique rock et électronique.
Entre 1989 en musique et 1993, il fait partie des membres du groupe de rock/new wave Le Voyage de Noz aux claviers. Il est co-compositeur et second arrangeur pour le chanteur Sorel.
Il compose d'abord des musiques originales pour les courts-métrages, puis les longs-métrages à commencer par Skate or Die de Miguel Courtois qui sort en 2008.

## Musique de films

### Films
- 2008 : Skate or Die de Miguel Courtois
- 2012 : Operación E de Miguel Courtois

### Téléfilms
- 2011 : Le Piège afghan de Miguel Courtois
- 2012 : Assassinée de Thierry Binisti
- 2014 : Disparus de Thierry Binisti
- 2014 : Délit de fuite de Thierry Binisti
- 2015 : Au revoir... et à bientôt ! de Miguel Courtois

### Séries télévisées
- 2015 : Résistance de David Delrieux et Miguel Courtois
- 2016 : Trepalium de Vincent Lannoo

### Courts-métrages
- 1991 : Mais qui est Valentino ? de Jean-Paul Husson et Jean-François Chiron
- 2001 : Un monde cruel de Jean-Paul Husson
- 2004 : Action ! de Jean-Paul Husson